# 哉布安·希丁
哉布安·希丁（曾誤譯為哉布安·海德婷，1996年1月15日—），暱稱Jaibua，出生地泰國素叻他尼府，荷泰混血女藝人。

## 生平
Jaibua於1996年1月15日出生於泰國素叻他尼府，她的父母為荷蘭和泰國的後裔。家中有四姊妹，Jaibua排行第二。高中畢業於St. Joseph Schools，大學畢業於朱拉隆功大學文學院。

## 影視作品

### 電視劇
| 首播年份 | 戲名                   | 戲名   | 播放平台    | 角色                | 備註 |
| 首播年份 | 譯名                   | 原文名 | 播放平台    | 角色                | 備註 |
| 2018年   | 《明月之愛》           |        | Ch7HD       | Neth Mayurarit      | 配角 |
| 2018年   | 《戀愛訓練營》         |        | Ch7HD       | Lan Fah             | 主演 |
| 2019年   | 《舞者媳婦》           |        | Ch7HD       | Nattalada （Natta） | 配角 |
| 2020年   | 《杜鵑》               |        | Ch7HD       | Nung Da             | 主演 |
| 2020年   | 《進口媳婦》           |        | Ch7HD       | Rin                 | 配角 |
| 2021年   | 《我親愛的小冤家2021》 |        | Ch7HD       | Moddang             | 配角 |
| 2021年   | 《靈蛇愛》             |        | Ch7HD       | Bussaba             | 配角 |
| 2023年   | 《情滿愛河》           |        | Ch3Thailand |                     | 配角 |

## 外部連結
- 哉布安·希丁的Instagram帳戶（泰文）